# یوروکوپتر یواچ-۷۲ لاکوتا
یوروکوپتر (اکنون ایرباس هلیکوپترز) یواچ-۷۲ لاکوتا(به انگلیسی: Eurocopter UH-72 Lakota) یک بالگرد دو موتوره با یک روتورِ اصلیِ چهار پره است. یواچ-۷۲ یک نسخه نظامی شده از یوروکوپتر ئی‌سی۱۴۵ است که توسط یوروکوپتر آمریکا (اکنون صنایع ایرباس هلیکوپترز)، که بخشی از گروه ایرباس است، ساخته شده است.
این هلیکوپتر که در ابتدا با نام یواچ-۱۴۵ به بازار عرضه شد، در ۳۰ ژوئن ۲۰۰۶ به عنوان برنده برنامه هلیکوپتر سبک ارتش ایالات متحده (LUH) انتخاب شد. در اکتبر ۲۰۰۶، یوروکوپتر آمریکا قرارداد تولید ۳۴۵ بالگرد را برای جایگزینی بالگردهای قدیمی Bبل یواچ-۱ ایروکوای و بل اواچ-۵۸ کیووا در ناوگان ارتش و گارد ملی ارتش ایالات متحده منعقد کرد. این بالگرد مأموریت های لجستیکی و پشتیبانی در داخل ایالات متحده برای امنیت داخلی، و همچنین مأموریت های واکنش در بلایا و تخلیه پزشکی را انجام می دهد.

## کاربران

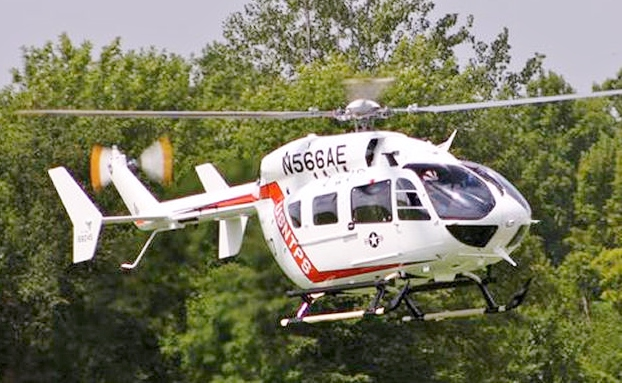
یواچ-۷۲ نیروی دریایی ایالات متحده از ناوگان USNTPS

تایلند
- ارتش سلطنتی تایلند[۵]

 ایالات متحده آمریکا
- ارتش ایالات متحده[۵]
- نیروی دریایی ایالات متحده[۵]
  - مدرسه خلبانی آزمایشی[۶]

## مشخصات فنی (یواچ-۷۲ای)
داده‌ها از UH-72 specifications, Eurocopter EC 145 data
ویژگی‌های عمومی
- خدمه: ۱ یا ۲ خلبان
- ظرفیت: ۹ سرباز یا ۲ برانکارد و خدمه پزشکی / ۳٬۹۵۳ پوند (۱٬۷۹۳ کیلوگرم) محموله
- طول: ۴۲ فوت ۹ اینچ (۱۳٫۰۳ متر)
- ارتفاع: ۱۱ فوت ۴ اینچ (۳٫۴۵ متر)
- وزن خالی: ۳٬۹۵۱ پوند (۱٬۷۹۲ کیلوگرم)
- بیشترین وزن برخاست: ۷٬۹۰۴ پوند (۳٬۵۸۵ کیلوگرم)
- پیشرانه: ۲ عدد موتور توربوشفت Turbomeca Arriel 1E2, ۷۳۸ اسب بخار کوتاه (۵۵۰ کیلووات)  در هر موتور
- قطر روتور اصلی:  ۳۶ فوت ۱ اینچ (۱۱ متر)
- مساحت روتور اصلی: ۱٬۰۲۲٫۴ فوت مربع (۹۴٫۹۸ متر مربع)

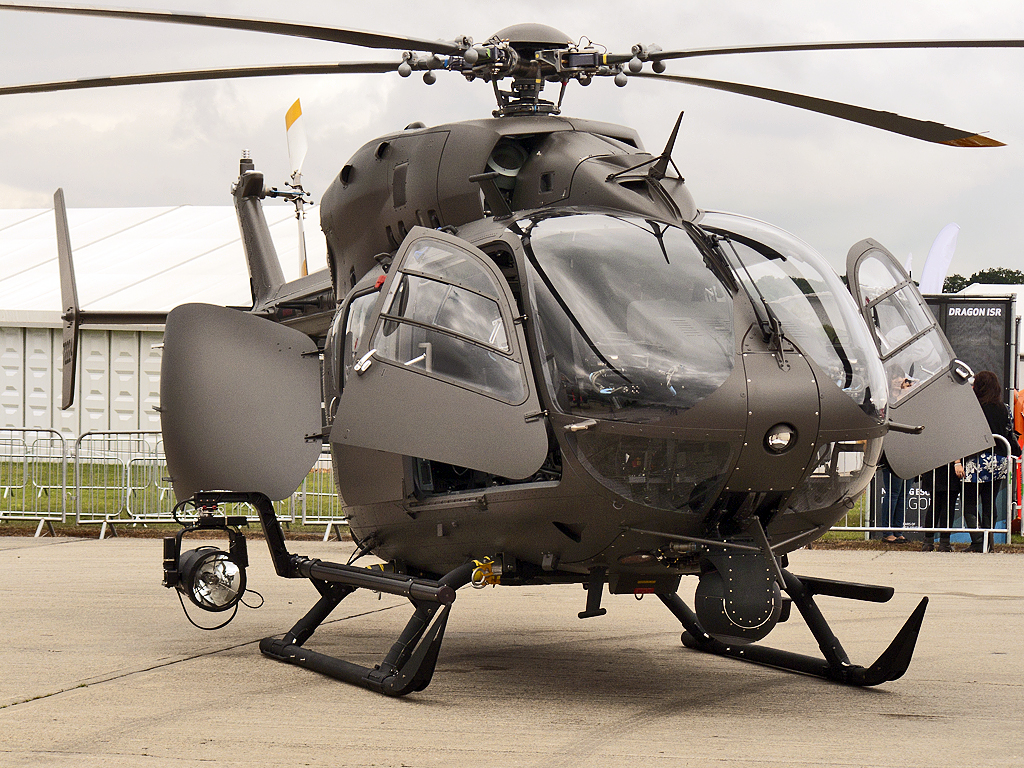
یواچ-۷۲ای لاکوتا، نوع جستجو و پشتیبانی، در نمایشگاه بین‌المللی هوایی فارنبرو

- Blade section: ONERA OA415/OA312 at root; ONERA OA409/OA407 at tip[۹]

عملکرد
- حداکثر سرعت: ۱۵۳ مایل بر ساعت (۲۴۶ کیلومتر بر ساعت، ۱۳۳ گره)
- سرعت کروز: ۹۰ مایل بر ساعت (۱۴۵ کیلومتر بر ساعت، ۷۸ گره)
- بُرد: ۴۲۶ مایل (۶۸۵ کیلومتر، ۳۷۰ مایل دریایی)
- حداکثر ارتفاع: ۱۳٬۱۸۲ فوت (۴٬۰۱۸ متر)
- نرخ صعود: ۱٬۶۰۰ فوت بر دقیقه (۸٫۱۳ متر بر ثانیه)

## همچنین ببینید
توسعه‌های مرتبط
- یوروکوپتر ئی‌سی۱۴۵

هواگردهای با عملکرد، پیکربندیو یا دروره زمانی مشابه
- آگوستاوستلند ای‌دابلیو۱۶۹
- بل یواچ-۱ ایروکوای
- اچ‌ای‌ال دروی